# Agnetenkloster Trier

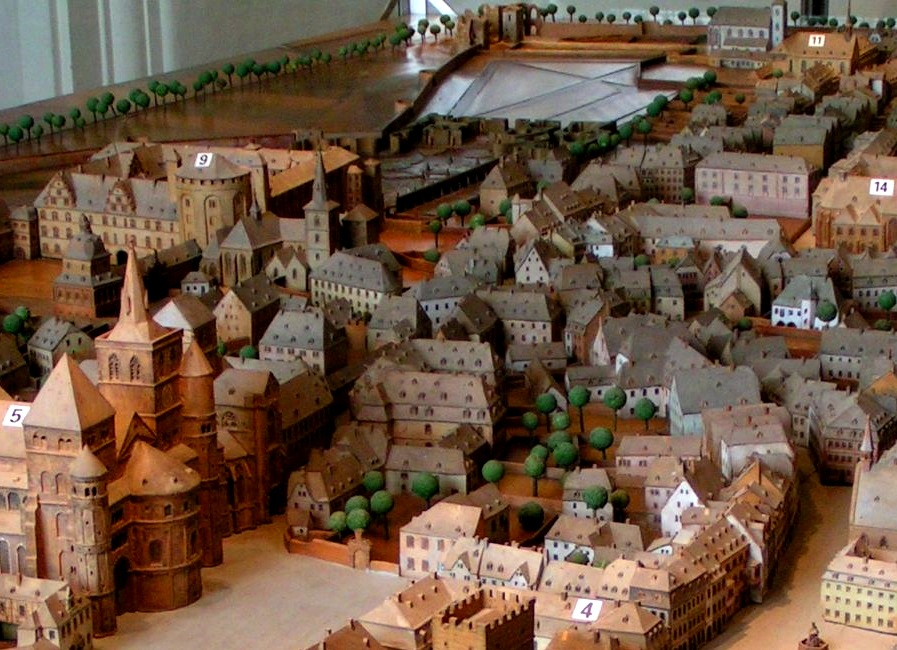
Trier um 1800 (Detail des Stadtmodells im Stadtmuseum Simeonstift). Rechts oben (Nr. 11) die St.-Agnes-Klosterkirche mit spitzem Dachreiter, dahinter die Konventsgebäude; links davon die Pfarrkirche St. Gervasius.

Das Agnetenkloster Trier war ein Kloster in Trier.

## Geschichte

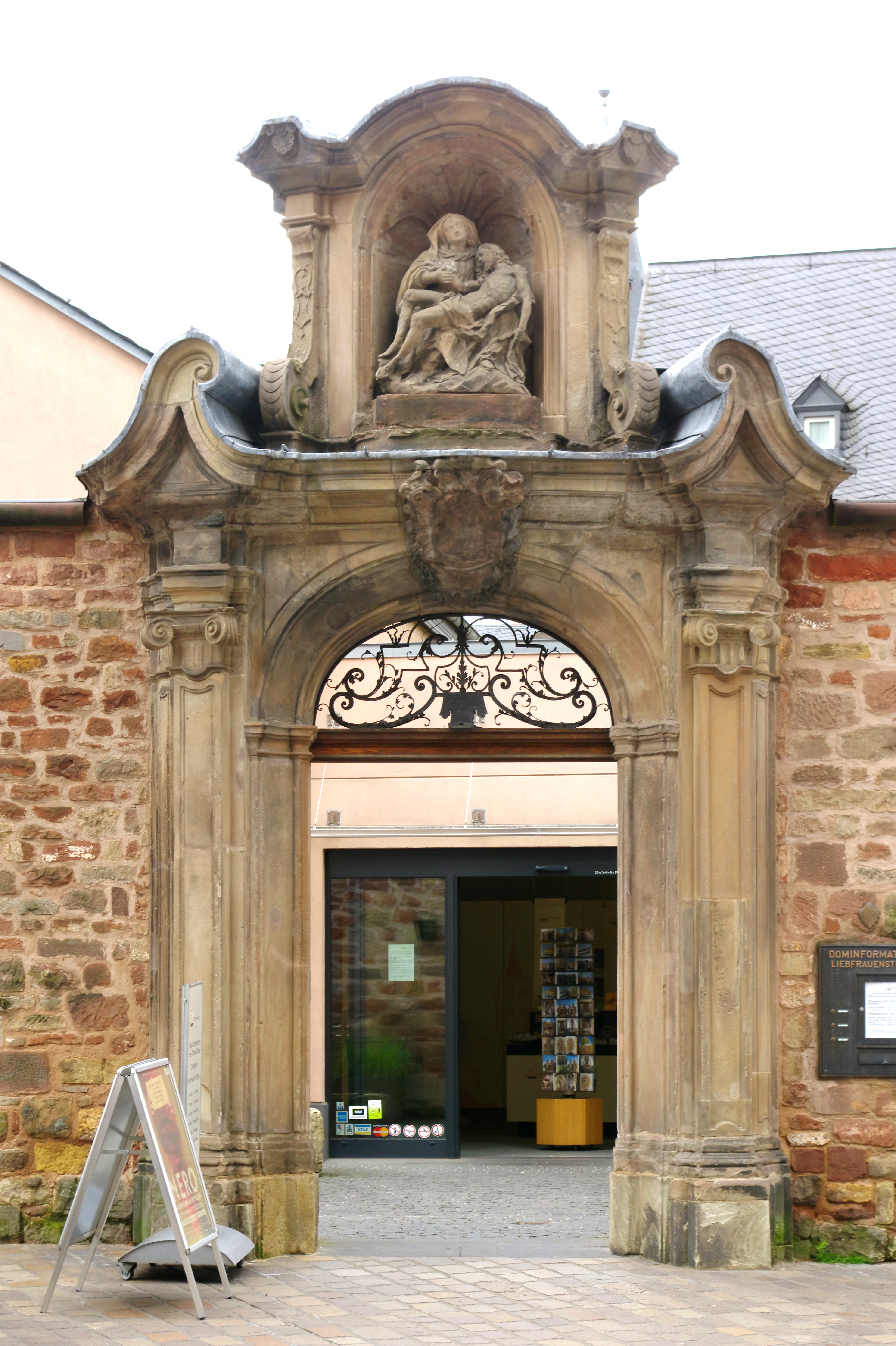
Portal des Agnetenklosters, heute an der Dominformation

Am Nordrand des Ruinenbereichs der Kaiserthermen, in unmittelbarer Nachbarschaft der frühmittelalterlichen Pfarrkirche St. Gervasius, existierte schon zu Beginn des 13. Jahrhunderts ein Frauenkloster. Erzbischof Arnold II. gab der Gemeinschaft 1255 eine Regel nach dem Vorbild der Bettelorden. Erzbischof Boemund I. weihte 1295 die Klosterkirche und den Konvent auf das Patrozinium der Märtyrerin Agnes von Rom.
Nach einer Zeit des spirituellen und disziplinären Niedergangs löste Erzbischof Johann II. 1460 den Konvent auf und besiedelte das Kloster mit Windesheimer Augustiner-Chorfrauen aus dem Kloster Engelthal in Bonn. Alle Besitzungen, Einkünfte und Rechte wurden den neuen Ordensschwestern übertragen. Das Kloster wurde dem Windesheimer Generalkapitel unterstellt, das auch die Aufnahme und Einkleidung der Novizen überwachte.
Im Jahr 1585 hob Erzbischof Johann VII. das kleine Augustinerinnenkloster bei der Pfarrkirche St. Medard auf und gliederte den Konvent mit allen Besitzungen dem Agnetenkloster ein.
Von 1722 bis 1749 erfolgte ein Neubau der Klosteranlage im Barockstil.
Mit dem Ende des Heiligen Römischen Reichs und des Kurfürst-Erzbistums Trier wurde auch das Agnetenkloster 1802 durch die französische Regierung säkularisiert. Der Grundbesitz wurde zugunsten des Fiskus versteigert. Teile der Gebäude gelangten an die Vereinigten Hospitien. Diese errichteten 1806 ein Spinnhaus, das im Jahr 1807 aufgelöst wurde.
Der Saarlouiser Landrat Jacob Christian Schmeltzer kaufte das Areal den Vereinigten Hospitien ab und gründete 1811 eine Zuckerfabrik, die bereits nach drei Jahren wieder geschlossen wurde.
Unter preußischer Herrschaft wurden die Klostergebäude 1816 zur Agnetenkaserne umgebaut. Nach dem Versailler Friedensvertrag musste die Kaserne geschlossen werden. Es entstanden Wohnungen für bedürftige Familien.
Am 14. August 1944 wurden die Gebäude bei einem Brandbombenangriff schwer beschädigt. Bis 1958 wurden die restlichen Trümmer entfernt. Heute befindet sich an der Stelle des Klosters das Stadtarchiv der Stadt Trier sowie ein großer Busparkplatz.
Das Barockportal des Klosters wurde an die Liebfrauenstraße gegenüber der Liebfrauenkirche versetzt und dient als Eingang der Dominformation.